# Число Понтрягіна
Число Понтрягіна ― характеристичне число, визначене для дійсних замкнутих многовидів. Приймає тільки раціональні значення.

## Означення
Нехай M є 4n-вимірний гладкий замкнутий многовид і {\displaystyle \omega =\{k_{1},k_{2},\dots ,k_{m}\}} ― розбиття числа {\displaystyle n}, тобто набір натуральних чисел, таких що {\displaystyle k_{1}+k_{2}+\cdots +k_{m}=n}.
Раціональне число
{\displaystyle P_{\omega }=p_{k_{1}}\cup p_{k_{2}}\cup \cdots \cup p_{k_{m}}([M])}
називається числом Понтрягіна многовиду M за розбиттям {\displaystyle \omega }, тут {\displaystyle p_{i}} позначають класи Понтрягіна.
Попри те, що числа Понтрягіна формально визначаються для гладких многовидів, за теоремою Новікова (якою?), вони є топологічними інваріантами.